# William McKenzie
William McKenzie (19 de fevereiro de 1997) é um velejador neozelandês.

## Carreira
Nos Jogos Olímpicos de Verão de 2024, McKenzie conquistou a medalha de prata na classe 49er ao lado de Isaac McHardie, tendo totalizado 82 pontos e vencido quatro regatas no decorrer da competição. Eles ficaram atrás dos espanhóis Diego Botín e Florián Trittel.